# ني بارايبا
ني بارايبا (بالبرتغالية: Nei Paraíba‏) هو لاعب كرة قدم برازيلي في مركز الهجوم، ولد في 25 ديسمبر 1982 في Guarabira ‏ في البرازيل. لعب مع نادي ساو كايتانو ونادي صنعت نفط عبادان ونادي غواراني ونادي فورتاليزا ونادي موجي ميريم.

## وصلات خارجية
- ني بارايبا على موقع قاعدة بيانات كرة القدم.إي يو (الإنجليزية)
- ني بارايبا على موقع Soccerway.com (الإنجليزية)